# As d’Or

Logo As d’Or

Logo As d’Or – Jeu de l’Année

Der As d’Or (dt. Goldenes Ass) ist ein französischer Kritikerpreis für Gesellschaftsspiele, der seit 1989 von einer Jury auf dem Festival International des Jeux (dt. Internationales Festival der Spiele) in Cannes überreicht wird.
Von 1989 bis 2003 prämierte eine Jury aus Journalisten Spiele in mehreren Kategorien, die von ihren Autoren während des Festivals vorgestellt wurden. Als Sonderpreis wurde dem besten Spiel aller Kategorien der Super As d’Or überreicht. Aufgrund des Golfkrieges fiel 1991 das Festival und die Preisverleihung aus.
2004 wurde der Auswahlprozess geändert, um der Jury mehr Autonomie zu geben. Aus allen im vorangegangenen Jahr in Frankreich veröffentlichten Spiele wurden 11 nominiert, wovon nur noch ein einziges mit dem As d’Or ausgezeichnet wurde.
2005 fusionierte der Preis mit dem Jeu de l’Année. Man entschied sich dafür, dass der Preis nach dem Jahr der Vergabe statt dem Jahr der Spielveröffentlichung genannt werden sollte. 2006 wurde der erste As d’Or – Jeu de l’Année vergeben.
2022 wurde erstmals der Preis As d’Or – Jeu de l’Année Prix Insider/Initiè vergeben.

## Die Preisträger

### Super As d’Or
1988 Supergang
Gérard Mathieu und Gérard Delfanti, Ludodélire
1989 Abalone
Michel Lalet und Laurent Lévi, Abalone/Hasbro
1990 Toutankhamon (Das Geheimnis der Pyramide)
Stefanie Rohner und Christian Wolf, Jumbo Spiele
1991 keine Preisverleihung
1992 Quarto!
Blaise Muller, Gigamic
1993 SOS Plombier, auch Le Plombier fou (Pipeline)
unbekannter Autor, Habourdin/University Games
1994 Pusher
Werner Falkhof, Peri Spiele/Theta
1995 Condottière (Condottiere)
Dominique Ehrhard, Eurogames
1996 Magic: l’assemblée (Magic: The Gathering)
Richard Garfield, Wizards of the Coast/Hasbro
1997 Gang of Four
Lee F. Yih, Dargaud/Asmodée/Days of Wonder
1998 Zatre
Manfred Schüling, Peri Spiele/Amigo/Gigamic
1999 La Route des épices
Victor Lucas, Sentosphère
2000 Kahuna
Günter Cornett, Franckh-Kosmos/Tilsit
2001 Blokus
Bernard Tavitian, Sekkoïa/Winning Moves
2002 Bakari
Virginia Charves, Tactic

### As d’Or
2003 Alhambra
Dirk Henn, Queen Games
2004 Les Aventuriers du Rail (Zug um Zug)
Alan R. Moon, Days of Wonder

### As d’Or – Jeu de l’Année (Tout public / Familie)
2006 Time’s Up!
Peter Sarrett, Repos Production/Asmodée
2007 Du balai! (Flinke Feger)
Bruno Cathala und Serge Laget, Asmodée
2008 Marrakech (Suleika)
Dominique Ehrhard, Gigamic
2009 Dixit
Jean-Louis Roubira, Libellud
2010 Meisterwerke
William P. Jacobson und Amanda A. Kohout, Asmodée
2011 Skull & Roses
Hervé Marly, Editions Lui-même
2012 Takenoko
Antoine Bauza, Bombyx/Matagot
2013 Die Legenden von Andor
Michael Menzel, Kosmos/Iello
2014 Concept
Alain Rivollet und Gaëtan Beaujannot, Repos production/Asmodée
2015 Colt Express
Christophe Raimbault, Ludonaute
2016 Mysterium (Spiel)
Oleg Sidorenko und Oleksandr Nevskiy, Libellud
2017 Unlock!
Alice Carroll, Thomas Cauët und Cyril Demaegd, Space Cowboys
2018 Azul
Michael Kiesling, Plan B Games/Next Move
2019 The Mind
Wolfgang Warsch, Nürnberger-Spielkarten-Verlag
2020 Oriflamme
Adrien Hesling, Axel Hesling, Studio H
2021 MicroMacro: Crime City
Johannes Sich, Edition Spielwiese, Pegasus Spiele
2022 7 Wonders: Architects
Antoine Bauza, Repo sProduction
2023 Akropolis
Jules Messaud, Kobold Spieleverlag
2024 Trio
Kaya Miyano, Cocktail Games
2025 Odin
Yohan Goh, Hope S. Hwang, Gary Kim, Helvetiq

### As d’Or – Jeu de l’Année enfants (Kinderspiele)
2006 Splash attack
Thierry Chapeau, Gigamic
2007 La Nuit des magiciens (Nacht der Magier)
Jens-Peter Schliemann und Kirsten Becker, Drei Magier Spiele
2008 Les Chevaliers de la tour (Burg-Ritter)
Christian Tiggemann, HABA
2009 Château Roquefort (Burg Appenzell)
Jens-Peter Schliemann und Bernhard Weber, Zoch Verlag/Gigamic
2010 Cache Moutons (Nicht zu fassen)
Frédéric Moyersoen, Gigamic/Zoch
2011 SOS Octopus (Kraken-Alarm)
Oliver Igelhaut, Kosmos/Filosofia
2012 Rick le géant (Zwerg Riese)
Marco Teubner, HABA
2013 Tino Topini
Karin Hetling, Ravensburger
2014 RIFF RAFF
Christoph Cantzler, Zoch
2015 La Chasse aux Gigamons
Karim Aouidad und Johann Roussel, Gigamons
2016 Maître Renard
Frédéric Vuagnat, Superlude
2017 Kikou le coucou
Josep M. Allué und Víktor Bautista i Roca, HABA
2018 Nom d'un renard !
Shanon Lyon, Marisa Pena, Colt Tipton-Johnson, The Game Factory
2019 Mr. Wolf
Marie Fort, Wilfried Fort, Blue Orange
2020 Attrape Rêves
Laurent Escoffier, David Franck, Space Cow
2021 Dragomino
Bruno Cathala, Marie Fort und Wilfried Fort, Pegasus Spiele
2022 Bubble Stories
Matthew Dunstan, Blue Orange Games
2023 Flashback: Zombie Kidz
Baptiste Derrez, Marc-Antoine Doyon, Le Scorpion Masque
2024 Puzzle Adventure
Antonin Boccarra, Romaric Gallonier, Gameflow
2025 Opération Noisettes
Emilie Soleil, Jerome Soleil, Auzou

### As d’Or – Jeu de l’Année Prix (Expert)
2016 Pandemic Legacy
Matt Leacock und Rob Daviau, Filosofia
2017 Scythe
Jamey Stegmaier, Matagot
2018 Terraforming Mars
Jacob Fryxelius, Intrafin
2019 Detective
Ignacy Trzewiczek, Przemysław Rymer, Jakub Łapot, Iello
2020 Res Arcana
Thomas Lehmann, Sand Castle Games/Asmodee
2021 Die Crew
Thomas Sing, Kosmos Spiele
2022 Dune: Imperium
Paul Dennen, Lucky Duck Games
2023 Arche Nova
Matthias Wigge, Feuerland Spiele
2024 La Famiglia: The Great Mafia War
Maximilian Maria Thiel, Super Meeple
2025 Kutná Hora: La cité de l'argent
Ondřej Bystroň, Petr Čáslava, Pavel Jarosch, Czech Games Edition 

### As d’Or – Jeu de l’Année Prix (Insider/Initié)
2022 Living Forest
Aske Christiansen, Blackrock Games
2023 Challengers!
Johannes Krenner, Markus Slawitscheck, Z-Man Games
2024 Faraway
Johannes Goupy, Corentin Lebrat, Catch Up Games
2025 Behind
Cédric Millet, KYF Edition

### As d’Or – Jeu de l’Année Prix (Spécial) du Jury (Jurypreis)
2008 Les Princes de Florence (Die Fürsten von Florenz)
Wolfgang Kramer und Jens Christopher Ulrich, Ystari Games
2009 Agricola
Uwe Rosenberg, Ystari Games
2010 Small World
Philippe Keyaerts, Days of Wonder
2011 7 Wonders
Antoine Bauza, Repos Production
2012 Sherlock Holmes détective conseil (Sherlock Holmes Criminal-Cabinet)
Gary Grady, Suzanne Goldberg und Raymond Edwards, Ystari Games
2013 STAR WARS : X-WINGS, le jeu de figurines
Jason Little, Edge Entertainment
2014 LES BATISSEURS – Moyen-Age
Frédéric Henry, Bombyx
2015 Loony Quest
Laurent Escoffier und David Franck, Libellud

### As d’Or – Jeu de l’Année Grand Prix (Großer Preis)
2012 Olympos
Philippe Keyaerts, Ystari Games
2013 Myrmes
Yoann Levet, Ystari Games
2013 Bruxelles 1893
Estienne Espreman, Pearl Games
2015 Five Tribes
Bruno Cathala, Days of Wonder

### Sonderpreise
2010: Klaus Teuber für sein Lebenswerk

### Nominierungen
Für die Liste der Nominierungen seit 2006 siehe Liste der Nominierten und Träger des Preises As d’Or – Jeu de l’Année.